# Freek Bartels

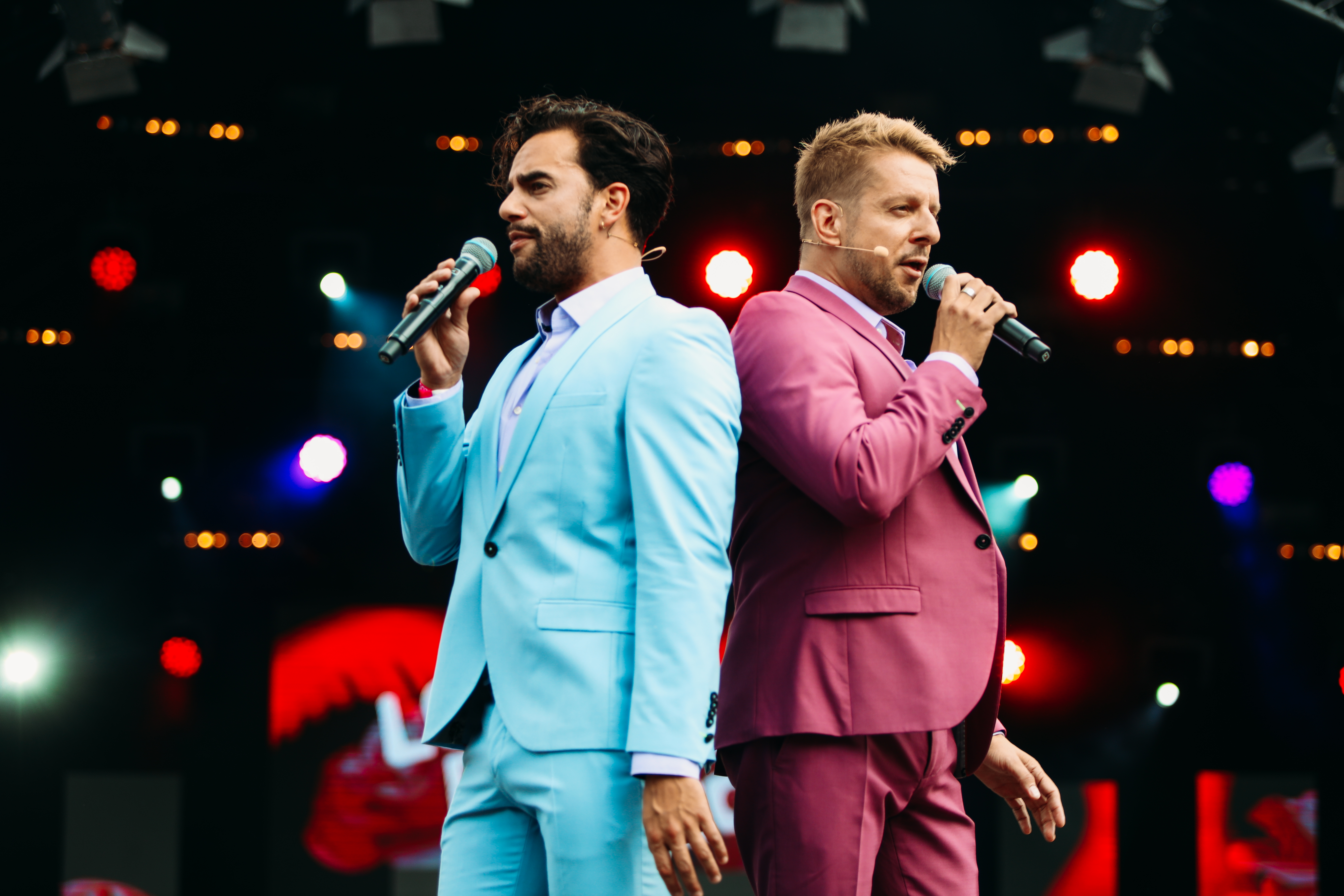
Freek Bartels en Alex Klaasen tijdens Pride Amsterdam (2019)

Freek Bartels (Tilburg, 24 oktober 1986) is een Nederlands zanger, (musical)acteur en presentator.

## Biografie

### Jeugd en opleiding
Bartels komt uit een muzikale familie. Zijn vader, Rik Bartels, speelt piccolo in het Philips Symfonie Orkest en zijn grootvader speelde met Toots Thielemans. Zelf speelde hij vanaf zijn achtste piano. Op zijn jonge leeftijd wilde hij iets met theater gaan doen. Op de middelbare school speelde hij al in musicals.
Bartels begon in 2001 zijn opleiding bij de MusicAllFactory te Tilburg. Op de Muzische Afdeling van het Koning Willem ll College in Tilburg speelde hij al de hoofdrol als Joseph in de gelijknamige productie. In 2004 startte hij met de opleiding Muziektheater aan het Fontys Conservatorium in dezelfde plaats, die hij cum laude afrondde. Zijn zangdocent was Edward Hoepelman. Hij kreeg acteerlessen van Marc Krone, Julia Bless en Roeland Vos. Danslessen volgde hij bij Dick Swanborn, Danielle Waijers, Caroline Neyndorff en André de Jong. Hij nam deel aan verschillende workshops, van onder anderen Paul Eenens, Maike Boerdam, Wieneke Remmers en Erwin Aerts.

### Carrière
Op 5 mei 2010 trad Bartels, samen met onder anderen Edsilia Rombley, op voor koningin Beatrix op het Bevrijdingsfestival op de Amstel in Amsterdam.
In 2012 nam Bartels deel aan het programma De beste zangers van Nederland, hij werd tweede. In 2013 speelde Bartels de rol van lakei in de film Sinterklaas en de pepernotenchaos.
In 2014 was hij te zien als deelnemer aan het AVRO-televisieprogramma Wie is de Mol?. Hij won een vrijstelling voor de finale en werd daarom een van de finalisten. Hij moest de winst echter afstaan aan Sofie van den Enk. In de zomer van dat jaar was Bartels te zien als een van de vaste panelleden in het elfde seizoen van Ranking the Stars. In 2015 was Bartels als jurylid te zien in AVRO Junior Dance.
In het najaar van 2014 maakte hij zijn presentatiedebuut bij het AVRO-programma Fort Boyard, dat hij samen met Lauren Verster presenteerde.
Vanaf 28 april 2016 speelde hij samen met o.a. Anne Wil Blankers en Paul de Leeuw in het stuk Moeders en Zonen. Eind dat jaar was Bartels te zien in de dramaserie Petticoat, gebaseerd op de gelijknamige musical waar hij ook al in speelde.
In 2021 speelde hij de hoofdrol van Jezus in The Passion 2021. Datzelfde jaar vertolkte Bartels de rol van Hugo in de bioscoopfilm Liefde zonder grenzen. In 2022 was Bartels te zien als dragqueen in het televisieprogramma Make Up Your Mind. In 2023 deed Bartels mee aan het televisieprogramma Het Onbekende, waarin hij de finale haalde maar verloor. In datzelfde jaar was hij te zien in het televisieprogramma Oh, wat een jaar.
In 2024 was Bartels te zien als gastrecensent in het televisieprogramma Stars on Stage. In datzelfde jaar deed hij mee aan het televisieprogramma Moordfeest waarin hij degene was die ‘vermoord’ werd. In de zomer van 2025 vertolkte hij de rol van Damian in de bioscoopfilm De film van Rutger, Thomas & Paco.

#### Theater
Vanaf 2001 speelde Bartels in een tweetal producties van Stichting Theaterplan Producties Eindhoven: in Fame (2001-2002) als Nick Piazza en in Pendragon (2002) als koning Arthur. In 2004 speelde hij de rol van Clopin in Disney's Quasimodo. Bartels was daarna te zien als Roger Davis in de musical Rent (2007) en als Sjaak in de musical Into the Woods (2007), beide geproduceerd door M-lab. Vanaf april 2008 was Bartels te zien in het Nieuwe Luxor Theater in Rotterdam als Enjolras in Les Misérables. Op 26 oktober 2008 won Bartels het programma Op zoek naar Joseph, waarna hij van 22 november 2008 tot 10 juli 2010 de rol van Joseph vervulde in Joseph and the Amazing Technicolor Dreamcoat. Sinds 3 oktober 2010 was Bartels te zien als Rogier van Rooden in de musical Petticoat.
In 2012 speelde hij de mannelijke hoofdrol van Gabe (Gabriël) in de musical Next to Normal samen met onder anderen Simone Kleinsma. Hij zou de rol van Carl spelen in Ghost, een musical die op 9 september 2012 in première zou gaan in het Beatrix Theater te Utrecht, maar de productie hiervan is om financiële redenen uitgesteld. In theaterseizoen 2013/2014 speelde Bartels de hoofdrol van Oliver IV in de musical Love Story. Vanaf februari 2014 was hij in het DeLaMar Theater te zien als Friso Wiegersma in Sonneveld, de musical. In 2023 was Bartels opnieuw te zien in de musical Les Misérables, nu in een glansrol als Javert.
| Van               | Tot                    | Titel                                        | Rol                                                | Producent                                 |
| ----------------- | ---------------------- | -------------------------------------------- | -------------------------------------------------- | ----------------------------------------- |
| 2001              | 2002                   | Fame                                         | Nick Piazza                                        | Stichting Theaterplan                     |
| 2002              |                        | Pendragon                                    | Koning Arthur                                      | Stichting Theaterplan                     |
| 20 juni 2007      | 23 juni 2007           | Rent                                         | Roger Davis                                        | M-Lab                                     |
| 4 september 2007  | 29 september 2007      | Into the Woods                               | Sjaak                                              | M-Lab                                     |
| 1 april 2008      | 5 november 2008        | Les Misérables                               | Enjolras                                           | Stage Entertainment                       |
| 23 november 2008  | 10 juli 2010           | Joseph and the Amazing Technicolor Dreamcoat | Jozef                                              | Stage Entertainment                       |
| 8 mei 2010        | 20 mei 2010            | Sondheim in Songs                            | Solist                                             | M-Lab                                     |
| 18 september 2010 | 31 juli 2011           | Petticoat                                    | Rogier van Rooden                                  | Stage Entertainment                       |
| 19 april 2011     |                        | Jesus Christ Superstar in Concert            | Jezus                                              | Shows & Events                            |
| 2 januari 2012    | 9 juni 2012            | Next to Normal                               | Gabriel "Gabe" Goodman                             | Stage Entertainment                       |
| 30 november 2012  | 1 december 2012        | The Normal Heart                             | Felix Turner                                       | Opus One                                  |
| 4 februari 2013   |                        | Spring Awakening in concert                  | Melchior                                           | M-Lab                                     |
| februari 2013     | april 2013 (paar keer) | Aspects of Love                              | Alex                                               | Stage Entertainment                       |
| 25 maart 2013     |                        | Jesus Christ Superstar in concert            | Jezus                                              | Show & Events                             |
| 30 juli 2013      | 11 augustus 2013       | The Normal Heart                             | Felix Turner                                       | Opus One                                  |
| 17 augustus 2013  | 18 augustus 2013       | Disney in concert                            | Solist                                             | Concertgebouw                             |
| 22 oktober 2013   | 13 april 2014          | Love Story                                   | Oliver Barrett IV                                  | Stage Entertainment                       |
| 2 augustus 2014   | 19 oktober 2014        | The Normal Heart                             | Felix Turner                                       | Kemna Theater i.s.m. Opus One             |
| 15 november 2014  | 16 november 2014       | Musicals in Concert                          | Solist                                             | Stage Entertainment                       |
| 4 februari 2015   | 26 april 2015          | Sonneveld in DeLaMar                         | Friso Wiegersma                                    | Stage Entertainment Nederland             |
| 17 maart 2015     |                        | Jesus Christ Superstar in Concert            | Jezus                                              | Shows & Events                            |
| 13 november 2015  | 14 november 2015       | Musicals in Concert                          | Solist                                             | Stage Entertainment Nederland             |
| 3 december 2015   | 27 maart 2016          | Beauty and the Beast                         | Gaston                                             | Stage Entertainment Nederland             |
| 25 januari 2016   |                        | Rent in Concert                              | Tom Collins                                        |                                           |
| 15 april 2016     | 16 december 2016       | Moeders en Zonen                             | Will                                               | Kemna Theater i.s.m. Senf Theaterpartners |
| 26 maart 2017     |                        | Cluster                                      | Solist                                             | Shows & Events                            |
| 14 juli 2017      | 23 juli 2017           | A New Brain                                  | Gordon Levi Schwinn                                | De Kernploeg                              |
| 10 november 2017  | 23 februari 2018       | From Sammy With Love                         | Zichzelf en Sammy Davis Jr. (met Stanley Burleson) | KemnaSenf BV                              |
| 2018              |                        | Showponies                                   | Diverse rollen                                     | MORE Theater Producties                   |
| 12 september 2021 | 24 april 2022          | Diana & Zonen                                | Prins Harry                                        | MediaLane                                 |
| 10 oktober 2022   | 23 december 2022       | Blind Date                                   | Bob                                                | De Theater BV                             |
| 18 februari 2023  | 12 november 2023       | Les Misérables                               | Javert                                             | De Graaf & Cornelissen                    |
| 29 juni 2024      |                        | The Best of Musicals                         | Solist                                             | MediaLane                                 |
| 7 november 2024   |                        | Sister Act                                   | Harry Jones                                        | Medialane                                 |
| 18 juli 2025      | 10 augustus 2025       | Willem & Frieda: Roze verzet                 | Willem Arondéus                                    | OpusOne                                   |

#### Toneel
Tijdens zijn opleiding speelde Bartels de rol van Tito in het toneelstuk De Heilige Antonio van Arnon Grunberg.

## Prijzen
- In 2002 ontving Bartels van de stichting “Vrienden van de Schouwburg Eindhoven” de Jong Talent Prijs.[1]
- Voor zijn rollen in Into the Woods en Les Misérables kreeg Bartels de John Kraaijkamp Musical Award 2008 in de categorie Aanstormend talent.
- In 2008 won Bartels het televisieprogramma Op zoek naar Joseph. Hiermee bemachtigde hij de hoofdrol in de musical Joseph and the Amazing Technicolor Dreamcoat.
- Voor zijn rol als Joseph in de musical Joseph and the Amazing Technicolor Dreamcoat is Bartels in 2009 genomineerd voor een John Kraaijkamp Musical Award in de categorie Beste mannelijke hoofdrol in een grote productie.
- Voor de rol van Rogier van Rooden in de musical Petticoat is Bartels in 2011 genomineerd voor een John Kraaijkamp Musical Award in de categorie Beste mannelijke hoofdrol in een grote productie.
- Voor de rol van Gabe Goodman in de musical Next to Normal ontving Bartels in 2012 een Musicalworld Award in de categorie Beste mannelijke bijrol.
- In 2017 won Bartels de Musical Award voor Beste mannelijke bijrol in een grote musical voor zijn rol van Gaston in Beauty and the Beast.
- In 2023 won Bartels de Musical Award voor Beste mannelijke hoofdrol in een grote musical voor zijn rol als Javert in Les Misérables.[2]

## Discografie

### Albums
| Album met eventuele hitnotering(en) in de Nederlandse Album Top 100 | Datum van verschijnen | Datum van binnenkomst | Hoogste positie | Aantal weken | Opmerkingen                                |
| ------------------------------------------------------------------- | --------------------- | --------------------- | --------------- | ------------ | ------------------------------------------ |
| Les Misérables                                                      | 2008                  | 05-07-2008            | 11              | 19           | Soundtrack Nederlandse musical 2008/2009   |
| Joseph and the Amazing Technicolor Dreamcoat                        | 20-02-2009            | 28-02-2009            | 2               | 44           | Soundtrack Nederlandse musical 2009 / Goud |
| Petticoat                                                           | 26-11-2010            | 04-12-2010            | 11              | 22           | Soundtrack musical                         |
| De beste zangers van Nederland (seizoen 4)                          | 01-06-2012            | -                     | -               | -            |                                            |

### Singles
| Single met eventuele hitnotering(en) in de Nederlandse Top 40 | Datum van verschijnen | Datum van binnenkomst | Hoogste positie | Aantal weken | Opmerkingen             |
| ------------------------------------------------------------- | --------------------- | --------------------- | --------------- | ------------ | ----------------------- |
| Laat je droom bestaan                                         | 2008                  | 22-11-2008            | tip10           | -            | #2 in de Single Top 100 |